# Lucie Nizigama
Lucie Nizigama, née en 1957, morte en 2010, est une juriste burundaise luttant pour les droits des femmes.

## Biographie
Elle nait le 1er mai 1957 dans la province de Bururi. Après la mort de son père, sa mère doit se démener avec sa belle-famille et se lancer dans une longue procédure judiciaire pour continuer à bénéficier, en héritage, des terres familiales, survivre avec ses cinq enfants, et être en mesure de les scolariser.Lucie Nizigama accède des années plus tard à l'université pour mener des études de droit, qu'elle doit toutefois interrompre, pour les reprendre en 1998 et les terminer en 2001,. 
Elle travaille ensuite comme magistrate et est la première femme juge dans la province rurale de Karuzi. Le contexte de guerre civile renforce encore la vulnérabilité d'une bonne partie de la population. Elle ouvre ensuite un cabinet d'avocat en 2002. Mais en 2004, elle ferme son cabinet et décide de se consacrer à la défense des femmes en pratiquant de l'assistance juridique au sein de l'Association des femmes juristes du Burundi (AFJ). Elle milite également dans l'Action des chrétiens pour l'abolition de la torture dont elle devient la présidente au Burundi. Elle mène des enquêtes sur les violences sexuelles faites aux femmes. Elle essaye de promouvoir des changements législatifs sur les droits des femmes et sur les réparations dues aux victimes, et participe au projet de loi de la Commissions de vérité et réconciliation de son pays,. Elle meurt en septembre 2010 d'une longue maladie.

### Webographie
- (es) « Luzie Nizigama: burundesa, scout y jueza », sur MAD Africa.